# A.C. Milan w sezonie 1963/1964

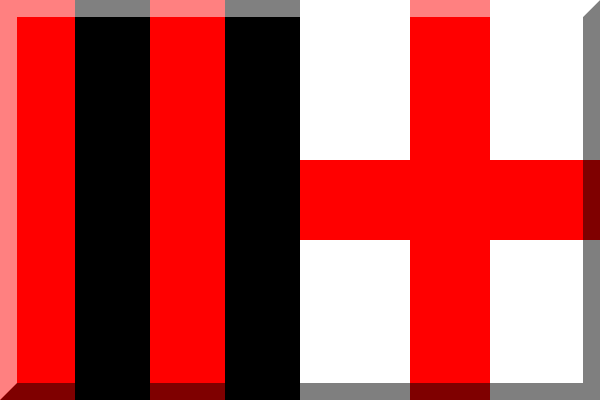
Klubowe barwy Milanu

Osiągnięcia i skład piłkarskiego zespołu A.C. Milan w sezonie 1963/64.

## Osiągnięcia
- Serie A: 3. miejsce
- Puchar Włoch: odpadnięcie w 1/4 finału
- Puchar Europy: odpadnięcie w 1/4 finału
- Puchar Interkontynentalny w piłce nożnej: porażka

## Podstawowe dane
- Oficjalna nazwa klubu: Associazione Calcio Milan
- Siedziba klubu: Via Gabrio C. Serbelloni 5
- Boisko: San Siro
- Prezes klubu:  Felice Riva
- Trener zespołu:  Luis Antonio Carniglia;  Nils Liedholm[1]
- Kapitan drużyny:  Cesare Maldini

## Skład zespołu
Bramkarze:
| Włochy | Luigi Balzarini |
| Włochy | Mario Barluzzi  |
| Włochy | Giorgio Ghezzi  |

Obrońcy:
| Włochy | Cesare Maldini      |
| Włochy | Gilberto Noletti    |
| Włochy | Luciano Poppi       |
| Włochy | Luigi Radice        |
| Włochy | Nello Santin        |
| Włochy | Giovanni Trapattoni |
| Włochy | Mario Trebbi        |

Pomocnicy:
| Włochy | ? Bacchetta        |
| Włochy | Mario David        |
| Włochy | Giovanni Lodetti   |
| Włochy | Ambrogio Pelagalli |
| Włochy | Gianni Rivera      |
| Włochy | Dino Sani          |

Napastnicy:
| Brazylia · Włochy | José Altafini      |
| Brazylia          | Amarildo           |
| Włochy            | Paolo Ferrario     |
| Włochy            | Giuliano Fortunato |
| Włochy            | Bruno Mora         |